# Морнарички истражитељи: Њу Орлеанс (2. сезона)
Друга сезона америчке полицијо-процедуралне драме МЗИС: Њу Орлеанс је емитована од 22. септембра 2015. до 17. маја 2016. године на каналу ЦБС. Сезону је продуцирао Телевизијски студио "ЦБС" са Геријем Гласбергом као директором серије и извршним продуцентом.

## Заплет
Друга сезона серије Морнарички истражитељи: Нови Орлеанс поново прати рад посебних агената Двејна Прајда, Криса Ласејла, Мередит Броди и нове чланице екипе Соње Перси. Њихов задатак је решавање злочина који укључују америчку морнарицу и војнике у граду полумесеца. Екипа истражује заседу конвоја морнарице („Тако увек тиранину“), случај за који се сумња да је ратни злочин („Јединица сенке“), продаја војне беспилотне летелице на црном тржишту („Хоћу“) и убиство на годишњој трци Црвене хаљине у новом Орлеансу („Лудница у опни“). Прајд такође ради заједно са аустралијским поморским истражитељем који долази у Нови Орлеанс као део здружене оперативне скупине („Спољни послови”), и тајницом морнарице Саром Портер која надгледа истрагу о паду новог војног ваздухоплова („Додир Сунца“), док се Бродина мајка Оливија придружује екипи да пронађе крадљивца органа („Сломљено срце“), а агенти МЗИС-а из Вашингтона се придружују својим колегама из Новог Орлеанса када је члан породице једне колегинице оптужен за убиство („Сестрински град (2. део)“).

## Опис
Дерил „Чил” Мичел и Шалита Грант, који су се појављивали епизодно у претходној сезони, су унапређени у главну поставу. Зои Меклилан је напустила галвну поставу на крају сезоне.

## Улоге
- Скот Бакула као Двејн Касијус Прајд
- Лукас Блек као Кристофер Ласал
- Зои Меклилан као Мередит Броди
- Роб Керкович као Себастијан Ланд
- Дерил „Чил” Мичел као Патон Плејм
- Шалита Грант као Сонија Перси
- ККХ Паундер као др Лорета Вејд

## Епизоде
| Бр. у серији | Бр. у сезони | Наслов                       | Редитељ            | Сценариста                       | Премијерно емитовање | Бр. гледалаца у милионима |
| --- | ------------ | ---------------------------- | ------------------ | -------------------------------- | -------------------- | ------------------------- |
| 24 | 1            | "Тако увек тиранину"         | Џејмс Вајтмор мл.  | Џефри Либер                      | 22. септембар 2015.  | 12.62                     |
| Након заседе на војни воз, екипа открива да је префињени пројектил на ГПС навођење нестао, а кад повежу крађу са масивним састанком противвладиних војних скупова, Прајд мора да иде на тајни задатак како би сазнао шта хоће са пројектилом. У међувремену, Персијева се навикава на МЗИС пошто је постала специјални агент МЗИС-а док се са њом шале Ласејл и Бродијева, а ПРајдов развод се окончава. |              |                              |                    |                                  |                      |                           |
| 25 | 2            | "Јединица сенки"             | Џејмс Хејман       | Кристофер Силбер                 | 29. септембар 2015.  | 12.86                     |
| Екипа истражује убиство блогера који је објавио врхунско тајни владин досије. Откривено је касније да обучени МВК-овац стоји иза злочина и можда и иза ратног слочина. |              |                              |                    |                                  |                      |                           |
| 26 | 3            | "Додир Сунца"                | Едвард Орнелас     | Лори Арент                       | 6. октобар 2015.     | 14.18                     |
| Екипа истражује кад се срушио авион војне пилоткиње. У међувремену, Вејдова име неких породичних потешкоћа. |              |                              |                    |                                  |                      |                           |
| 27 | 4            | "Хоћу"                       | Тони Вармби        | Сем Хамфри                       | 13. октобар 2015.    | 12.47                     |
| Екипа истражује убиство пилота војне беспилотне летелице. Касније, откривено је да је пилот користио црно тржиште беспилотних летелица како би објавио војне досијее који би могли да се повежу са убиством. У међувремену, Прајд разговара са Ласејлом о његовом саморазорном понашању након убиства Саманте.                                                                                           |              |                              |                    |                                  |                      |                           |
| 28 | 5            | "Спољни послови"             | Лора Белси         | Сенфорд Голден и Карен Вискарвер | 20. октобар 2015.    | 12.99                     |
| Исход убиства је помоћ истражитељке Наоми Парсонс из Аустралијске одбрамбене истражне службе, али екипа је сумњичава у вези ње. У међувремену, Прајд и његова ћерка се повезују. |              |                              |                    |                                  |                      |                           |
| 29 | 6            | "Лудница у опни"             | Лесли Либман       | Дејвид Апелбаум                  | 27. октобар 2015.    | 13.06                     |
| Екипа истражује убиство подофицра док учествују у трци Црвених костима у добротворне сврхе. То их доводи до епидемије нове дроге по имену Флака. |              |                              |                    |                                  |                      |                           |
| 30 | 7            | "Сломљено срце"              | Елоди Кин          | Зек Страус и Грета Хајнмен       | 3. новембар 2015.    | 14.15                     |
| Екипа истражује убиства два војна болничара у ком нестали орган примаоца виси у равнотежи. Такође, мајка Бродијеве долази у посету, али се придружује екипи МЗИС-а да би помогла на случају. |              |                              |                    |                                  |                      |                           |
| 31 | 8            | "Ушће"                       | Едвард Орнелас     | Џефри Либер и Кетрин Бети        | 10. новембар 2015.   | 12.39                     |
| Прајд и Персијева упадају у насилни ватрени обрачун док су испраћали тексашког злочинца који је кључни сведок у суђењу за убиство. Екипа открива да је стара непријатељица Зои Хејстингс поставила замку да би ухватила Прајда. |              |                              |                    |                                  |                      |                           |
| 32 | 9            | "Најмрачнији сат"            | Мајкл Зинберг      | Лори Арент                       | 17. новембар 2015.   | 13.01                     |
| Струја у Новом Орлеансу је нестала док екипа истражује уиство подофицира који се верио са једном другарицом Прајдове ћерке. |              |                              |                    |                                  |                      |                           |
| 33 | 10           | "Били и дете"                | Мери Лу Бели       | Сем Хамфри                       | 24. новембар 2015.   | 11.85                     |
| Прајд и Ласејл проналазе изгубљене доказе из истраге убиства од пре десет година на којој су радили кад су се упознали баш пре урагана "Катрина". |              |                              |                    |                                  |                      |                           |
| 34 | 11           | "Плави Божић"                | Тони Вармби        | Зек Страус                       | 15. децембар 2015.   | 12.09                     |
| Екипа истражује провалу која се претвара у место злочина убиства током празничне сезоне. |              |                              |                    |                                  |                      |                           |
| 35 | 12           | "Сестрински град (2. део)"   | Џејмс Хејман       | Кристифер Силбер                 | 5. јануар 2016.      | 17.25                     |
| Ели Бишоп путује у Нови Орлеанс да би помогла агенту Прајду да истражи руског шпијуна спавача који је повезан са Ебиним братом Луком. |              |                              |                    |                                  |                      |                           |
| 36 | 13           | "Недокументовано"            | Фредерик Е. О. Тој | Дејвид Апелбаум                  | 19. јануар 2016.     | 13.30                     |
| Екипа истражује убиство које је почињено да изгледа као самоубиство војног подофицира. У међувремену, екипа МЗИС-а је направила интенрнет профила за изласке за Прајда. |              |                              |                    |                                  |                      |                           |
| 37 | 14           | "Оци"                        | Денис Смит         | Сем Хамфри                       | 9. фебруар 2016.     | 12.57                     |
| Усред Марди Граса Прајд и градначелник Хамилтон су отети са својих прослава, а док екипа жури да их пронађе, њих двојица се проналазе са мужен коме је Прајд истраживао наводно самоубиство жене, а Хамилтон је био осумњичен за њено убиство. |              |                              |                    |                                  |                      |                           |
| 38 | 15           | "Ничија земља"               | Џејмс Вајтмор мл.  | Кетрин Хамфрис                   | 16. фебруар 2016.    | 13.41                     |
| Екипа тражи човека који је спасио војнику живот у возу и за кога се верује да је сам војник из Авганистана. |              |                              |                    |                                  |                      |                           |
| 39 | 16           | "Друге прилике"              | Теса Блејк         | Зек Страус                       | 23. фебруар 2016.    | 12.60                     |
| Након крађе ТНТ-ја из војне базе, истрага екипу одводи до Соније и круга нарко препродаваца који користе ТНТ за обраду кокаина. |              |                              |                    |                                  |                      |                           |
| 40 | 17           | "Радио затишје"              | Теса Блејк         | Лори Арент и Грета Хајнмен       | 1. март 2016.        | 11.72                     |
| Након што је ишао пренос убиства војног капетана на радију, истрага екипу води да заштите радио водитељке и до истраге њеног доброчинства. У међувремену, Прајдова ћерка доноси изненађујућу одлуку о својој будућности. |              |                              |                    |                                  |                      |                           |
| 41 | 18           | "Ако крвари, то је траг"     | Бетани Руни        | Дејвид Апелбаум                  | 15. март 2016.       | 11.97                     |
| Екипа истражује саобраћајну несрећу са смртним исходом која доноси нови траг о убиство сестре Бродијеве док прослављају Дан Светог Патрика. |              |                              |                    |                                  |                      |                           |
| 42 | 19           | "Средство за постизање циља" | Алрик Рајли        | Кристофер Силбер                 | 22. март 2016.       | 13.38                     |
| Екипа открива да комби за праћење прати свако Прајдов кретање док он истражује напад на своју ћерку. |              |                              |                    |                                  |                      |                           |
| 43 | 20           | "Друга линија"               | Тони Вармби        | Ненсили Мајат                    | 5. април 2016.       | 12.28                     |
| Екипа истражује убиство војног поручника док је био на сахрани саборцу резервисти. Али Прајд мисли да су те две смрти повезане. |              |                              |                    |                                  |                      |                           |
| 44 | 21           | "Успутна штета"              | Џејмс Вајтмор мл.  | Кетрин Хамфрис                   | 19. април 2016.      | 12.22                     |
| Послови Прајда и његове екипе су у опасности док истражују смрт војном официрком за набавку са којом је војни генерал наводно имао аферу. |              |                              |                    |                                  |                      |                           |
| 45 | 22           | "Потребна помоћ"             | Теренс О’Хара      | Сем Хамфри                       | 3. мај 2016.         | 12.56                     |
| Екипа МЗИС-а истражује експлозију у познатом ресторану у Новом Орлеансу где је мета био војни куварски специјалиста. У међувремену, Бродијеву испитује ФБИ у вези случаја генерала Метјуса и иде у ОДБ званично. |              |                              |                    |                                  |                      |                           |
| 46 | 23           | "Трећи човек"                | Бетани Руни        | Дејвид Апелбаум и Зек Страус     | 10. мај 2016.        | 13.24                     |
| Екипа МЗИС-а сарађује са Државном безбедношћу на случају убиства главног војног возача за шта се касније испоставило да је повезано са планом за терористички напад у Новом Орлеансу. |              |                              |                    |                                  |                      |                           |
| 47 | 24           | "Спавање са непријатељем"    | Џејмс Хејман       | Кристофер Силбер                 | 17. мај 2016.        | 13.30                     |
| Док трагају за украденим експлозивом, Бродијева сумња да је агент Државне безбедности који им помаже творац плана.Последња појава Мередит Броди. |              |                              |                    |                                  |                      |                           |

## Производња

### Развој
Серија Морнарички истражитељи: Нови Орлеанс је обновљена за другу сезону 12. јануара 2015. Ова сезона је укључивала унакрсну епизоду између серија Морнарички истражитељи и Морнарички истражитељи: Нови Орлеанс у виду дводелне епизоде. Скот Бакула, Лукас Блек, Зои Меклилан и Шалита Грант појавили су се као Двејн Прајд, Кристофер Ласејл, Мередит „Мери“ Броди и Соња Перси у дванаестој епизоди тринаесте сезоне Морнаричких истражитеља под називом „Сестрински град (1. део)“. У другом делу Марк Хармон, Поли Перет, Брајан Дицен, Емили Викершом и Дејвид Мекалум појавили су се као Лерој Џетро Гибс, Еби Шуто, Џими Палмер, Ели Бишоп и др. Доналд Малард у дванаестој епизоди ове сезоне епизоде под називом "Сестрински град (2. део)" која је емитована 5. јануара 2016. Тајлер Ритер такође гостује као Ебин брат Лука. Серија Морнарички истражитељи: Нови Орлеанс је обновљена за трећу сезону 25. марта 2016.

### Избор глумаца
Дана 19. јуна 2015., Дерил „Чил” Мичел и Шалита Грант, који су играли поновљене улоге, унапређени су у главну поставу.

## Емитовање
Друга сезона серије серије Морнарички истражитељи: Нови Орлеанс је премијерно приказана 22. септембра 2015.